# Bond van Nederlandse Militaire Oorlogsslachtoffers

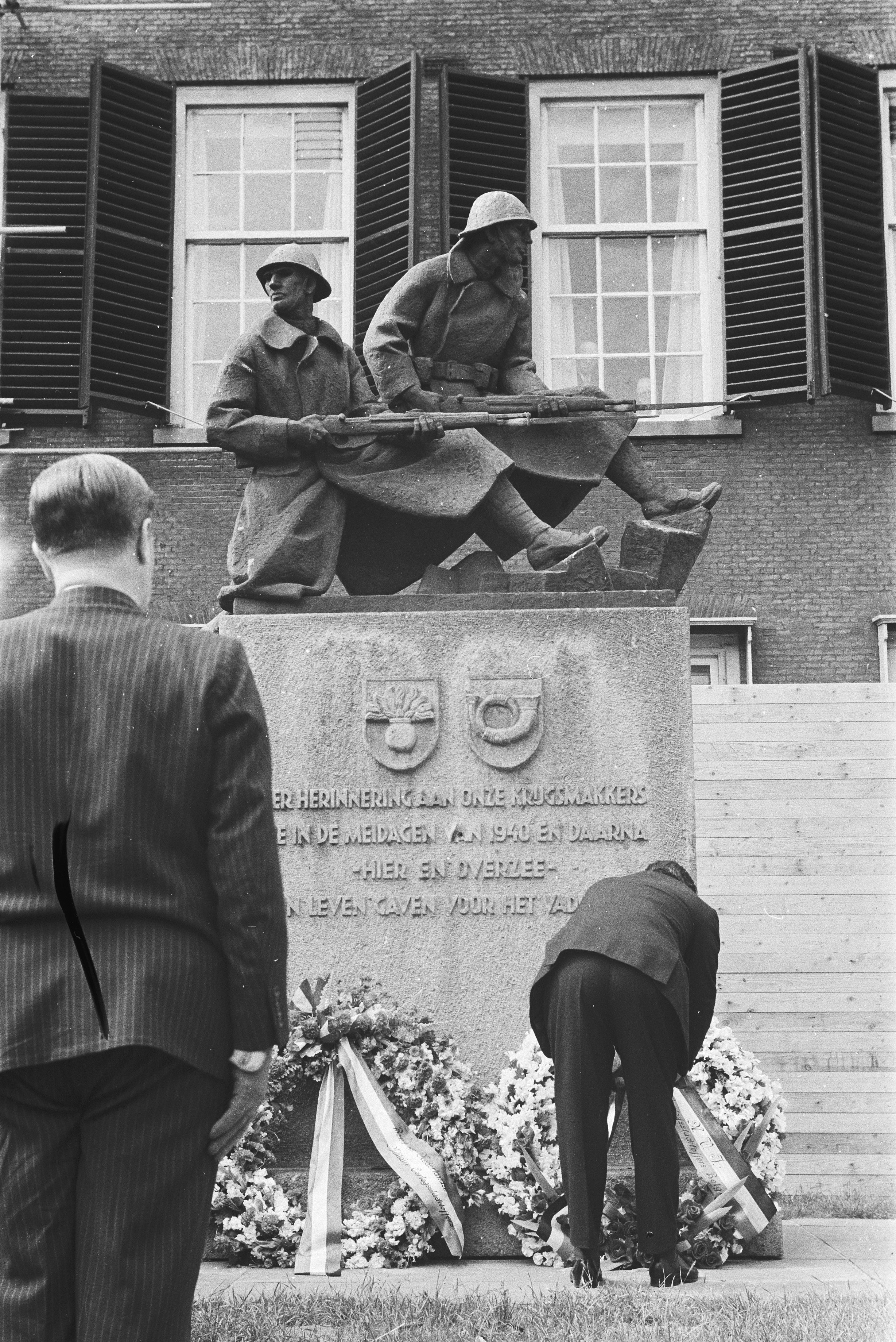
BNMO-voorzitter Willem van Lanschot bij kranslegging ter gelegenheid van het 15-jarig bestaan (1960)

De Bond van Nederlandse Militaire Oorlogsslachtoffers was een organisatie die zich na de Tweede Wereldoorlog voor de sociale, maatschappelijke  en medische zorg en de verdere belangen van de gewonde militairen van de gewapende conflicten waarin Nederland verwikkeld was, de Tweede Wereldoorlog, de Politionele acties en de Korea-oorlog inzette.
De bond heeft, met handhaving van de afkorting BNMO, in 1977 officieel de naam gewijzigd in "Bond van Nederlandse Militaire Oorlogs- en Dienstslachtoffers. De bankier Willem van Lanschot RMWO was lange tijd voorzitter.
Prins Bernhard der Nederlanden droeg het Gouden Bondskruis van de Bond van Nederlandse Oorlogs- en Dienstslachtoffers.